# Dietrichstein

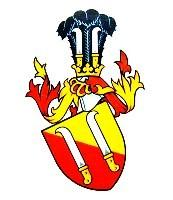
Wapenschild van het geslacht van Dietrichstein

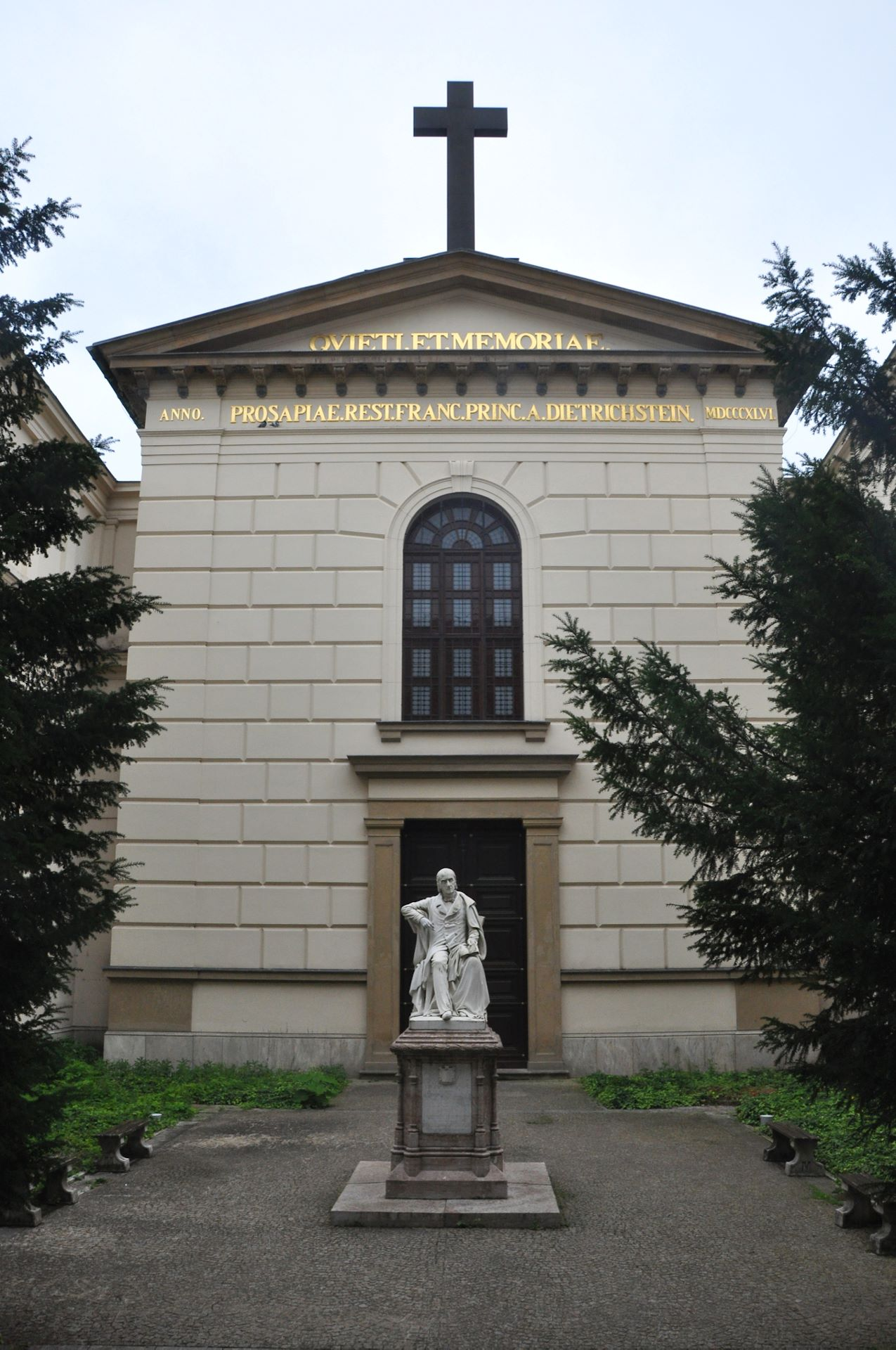
Standbeeld van Franz Joseph von Dietrichstein (1767-1854) met daarachter het mausoleum van de familie Dietrichstein in Mikulov

Dietrichstein is een uit Karinthië afkomstig hoogadellijk geslacht.
De eerste bekende persoon uit dit adellijk huis was omstreeks het jaar 1000 Reinpertus van Dietrichstein (bij Feldkirch).
De belangrijkste takken van de familie zijn de Hollenburgse, die in 1825 uitstierf en de tak van Nikolsburg, die in 1864 in de mannelijke lijn uitsterft. In vrouwelijke lijn wordt deze tak voortgezet als Mensdorff-Pouilly-Dietrichstein.
De tak met de Schotse naam Leslie gaat terug op het huwelijk met van veldmaarschalk Walter Leslie, een van de samenzweerders tegen Wallenstein, met Von Dietrichstein.

## Splitsing
In 1506 verwerft Pankraz von Dietrichstein (1445-1508) de erfelijke titel van groot-schenker van het hertogdom Karinthië.
Zijn zoon Siegmund (1484-1533) wordt op 8 juli 1514 tot rijksvrijheer von Dietrichstein verheven. Hij huwt in 1515 Barbara von Rottal. Zij krijgen vier zonen en twee dochters. Van zoon Adam (1527-1590) stamt de tak Dietrichstein von Nikolsburg af. Zijn broer Siegmund Georg (1526-1593), wordt protestant. Hij is de stamvader van de Oostenrijkse tak die in 1651 in de rijksgravenstand wordt opgenomen en in 1684 verheven wordt tot rijksvorst. Deze tak sterft in mannelijke lijn uit met Moritz Joseph Johann (1775-1864), 10e vorst. Door het huwelijk van Alexandrine - dochter van Joseph Franz (1798-1958 - van Dietrichstein-Proskau-Leslie (1824-1906), met graaf Alexander von Mensdorff-Pouilly (1813-1871) komt de erfenis in die familie.
In 1575 verwerft Adam (1527-1590) de heerlijkheid Nikolsburg in Moravië.
Op 18 september 1612 werden ze tot rijksgraaf verheven en op 24 maart 1631 tot rijksvorst. In 1654 ontvingen ze een zetel in de raad van vorsten van de Rijksdag. In 1690 verwierven ze de functies van groothofmeester en opperjagermeester in Stiermarken.
In 1684 verwierven de vorsten van Dietrichstein de rijksvrije heerlijkheid Tarasp.
Zij erfden de heerlijkheid Proskau en namen op 29 juli 1769 de naam en het wapen aan van het grafelijk huis Proskau. Proskau werd verkocht in 1782. Op 8 februari 1802 erfden ze de heerlijkheden van het grafelijk huis Leslie.
In paragraaf 11 van de Reichsdeputationshauptschluss van 25 februari 1803 kreeg de vorst van Dietrichstein voor het verlies van Tarasp in Graubünden de heerlijkheid Neuravensburg.
Per 12 juli 1806 stelt artikel 24 van de Rijnbondakte de heerlijkheid Neuravensburg onder de soevereiniteit van het koninkrijk Württemberg: de mediatisering.
Met Jozef, vorst van Dietrichstein-Nicolsburg en graaf van Proskau-Leslie stierf het geslacht op 10 juli 1858 definitief uit.